# Озерница (деревня)
Озерница (бел. Азярніца) — агрогородок в Слонимском районе Гродненской области Белоруссии. Административный центр Озерницкого сельсовета. Население 411 человек (2009).

## География
Агрогородок находится в 20 км к западу от Слонима. Через деревню проходит ж/д ветка Слоним — Волковыск, в деревне есть ж/д станция. Озерница связана местными дорогами с окрестными населёнными пунктами.

## История

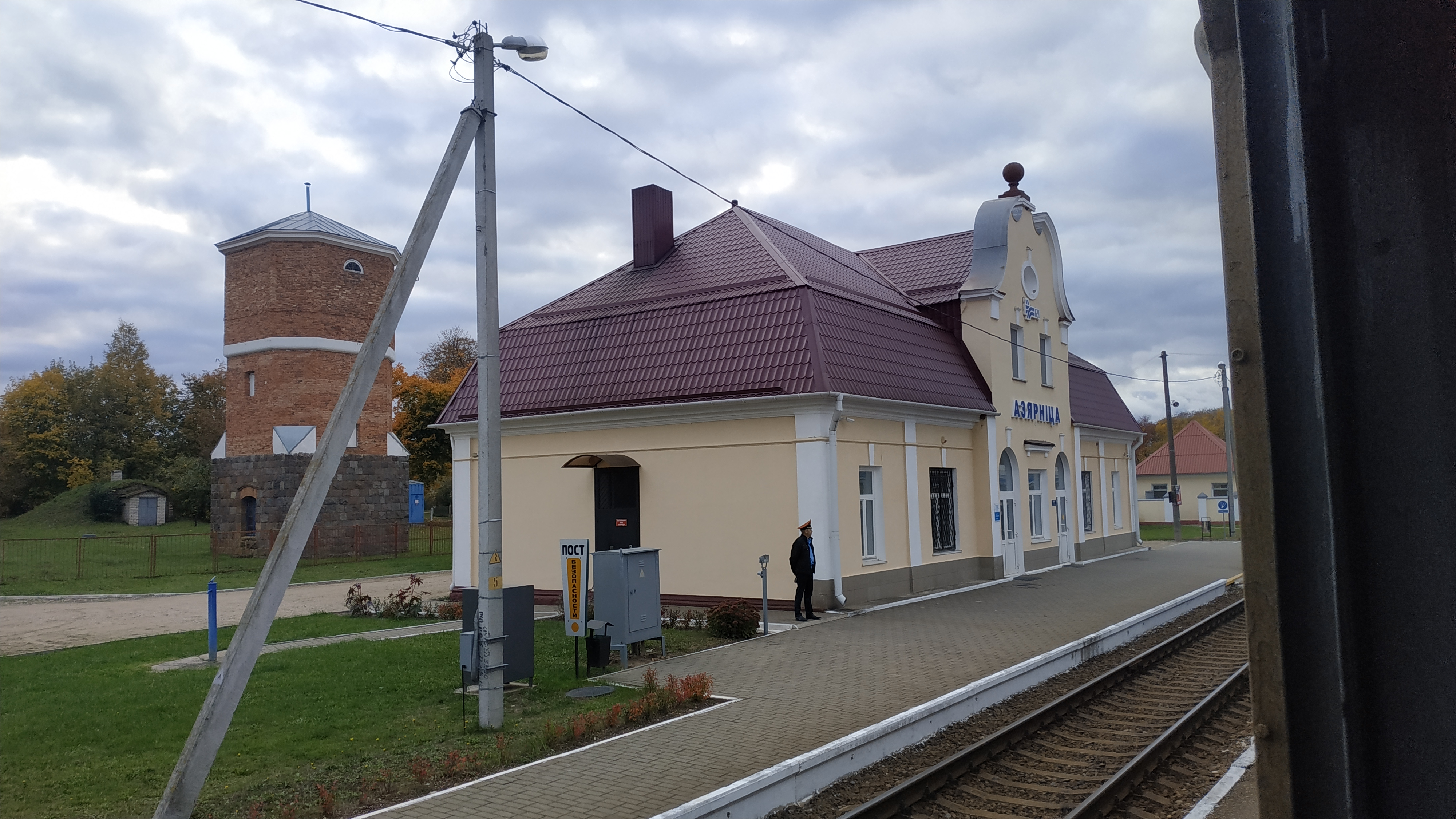
Жд станция в 2 км на северо-востоке от агрогородка

Первое письменное упоминание об Озернице датируется 1478 года в числе поселений имения Деречин, которым владел род Копачей. В конце XV — начале XVI веков поселением владел Б. Милошевич, затем Б. Боговицинович. Согласно документу от 1569 года, поселение имело статус городка в Слонимском повете Новогрудского воеводства и находилось во владении И. Горностая. Состоянием на 1604 год здесь было 55 дворов.
В результате третьего раздела Речи Посполитой (1795) Озерница оказалась в составе Российской империи, в Слонимском уезде. В 1867 году здесь была построена православная церковь св. Николая (сохранилась). В 1886 году здесь было 39 дворов, церковь, синагога, школа, регулярно проводились 2 ярмарки.
Согласно Рижскому мирному договору (1921) Озерница оказалась в составе межвоенной Польской Республики, в Слонимском повете. В 1939 деревня вошла в БССР.
В 1990 году здесь было 187 дворов и 431 житель. В 2009—411 жителей.

## Инфраструктура
В Озернице работают государственная общеобразовательная средняя школа, больница сестринского ухода, амбулатория, деревенские клуб и библиотека, почта, АТС, аптека, магазин, комплексно-приемный пункт.

## Культура
- Дом культуры
- Музей ГУО «Озерницкая средняя школа Слонимского района»

## Достопримечательности
- Православная церковь Св. Николая, 1867 год
- Железнодорожная станция, первая половина XX века
- Католическое кладбище, XIX в.
- Еврейское кладбище

### Памятник, скульптура
- Мемориальная доска в честь вице-адмирала, бывшего заместителя командующего Балтийским флотом В. Н. Апановича (25.05.2023). Установлена на здании школы, в которой учился В. Н. Апанович[2].